# 聶友良
聶友良（1434年—？），字益之，直隸隆慶州人，明朝政治人物。進士出身。

## 生平
順天府鄉試第四十名。天順八年（1464年）甲申科會試第二百四十二名，殿試登進士第三甲第七十三名。

## 家族
曾祖聶鵬。祖父聶光，曾任主簿。父亲聶拳。